# Kinbergonuphis jenneri
Kinbergonuphis jenneri är en ringmaskart som först beskrevs av Gardiner 1976.  Kinbergonuphis jenneri ingår i släktet Kinbergonuphis och familjen Onuphidae. Inga underarter finns listade i Catalogue of Life.